# Pałac Akasaka Geihinkan
Pałac Akasaka Geihinkan (jap. 赤坂迎賓館 Akasaka Geihinkan, ang. State Guest House, Tokyo State Guest House, także: 赤坂離宮 Akasaka Rikyū) – jedna z dwóch państwowych rezydencji rządu Japonii, przeznaczonych dla gości zagranicznych składających oficjalne wizyty (drugą jest Kyōto Geihinkan, Kyoto State Guest House). Mieści się na terenie Cesarskiej Posiadłości Akasaka (Akasaka Goyōchi, ang. Akasaka Estate lub Akasaka Imperial Grounds) w centrum Tokio. Budynek przyjął swoją obecną funkcję w 1974 roku. W 2009 roku pałac został uznany za skarb narodowy Japonii.

## Historia
Pałac został pierwotnie zbudowany jako Pałac Cesarski Następcy Tronu (東宮御所, Tōgū Gosho) w 1909 roku. Do budowy nowej rezydencji w stylu zachodnim skłonił rodzinę cesarską zbliżający się ślub następcy tronu (późniejszego cesarza Taishō). Zaangażowano wielu uczonych, artystów i inżynierów, którzy prowadzili prace pod ogólnym kierownictwem dr. Tōkumy Katayamy (1854–1917), który studiował pod kierunkiem dr. Josiah Condera (1852–1920) brytyjskiego architekta, który zapoznawał Japończyków z tą dziedziną i tworzył liczne obiekty w stylu zachodnim w okresie Meiji.
W latach 1923–1928 pałac był rezydencją księcia-regenta, późniejszego cesarza Shōwa (1901–1989). 
W 1948 roku Pałac Akasaka (budynki i grunty) został przeniesiony z majątku Domu Cesarskiego (Kōshitsu) pod zarząd parlamentu i do 1961 roku pełnił funkcję jego biblioteki oraz jako obiekt rządowy różnych organów m.in. jako część: Biura Prokuratora Generalnego (1948–1960) i Ministerstwa Sprawiedliwości (1948–1961) oraz jako siedziba Komitetu Organizacyjnego Igrzysk Olimpijskich w Tokio w 1964 roku (1961–1965).
Wraz z rozwojem stosunków międzynarodowych Japonii pojawiła się konieczność stworzenia obiektów państwowych, służących jako rezydencje dla gości zagranicznych. Z tego powodu w latach 1968–1974 przeprowadzono remont generalny, dobudowano aneks w stylu japońskim Yūshin-tei, zmieniono nazwę i przeznaczenie pałacu.  
W latach 2006–2008 przeprowadzono istotne prace modernizacyjne m.in. instalacji wodnej i wzmocnienia antysejsmicznego.

## Cesarska posiadłośćAkasaka Goyōchi
Na terenie posiadłości Akasaka znajdują się rezydencje rodziny cesarskiej, w tym rezydencja następcy tronu (księcia koronnego, „cesarskiego dziedzica pierwszego w sukcesji do tronu”, 皇嗣, kōshi), księcia Akishino. 
W jednej z części tej posiadłości  – w Cesarskich Ogrodach Akasaka (Akasaka Gyoen) – odbywają się dwa razy w roku, wiosną i jesienią, przyjęcia ogrodowe (enyūkai). Para cesarska zaprasza około 2 tys. gości: przedstawicieli najwyższych władz kraju, osoby zasłużone w różnych dziedzinach, dyplomatów.

## Galeria

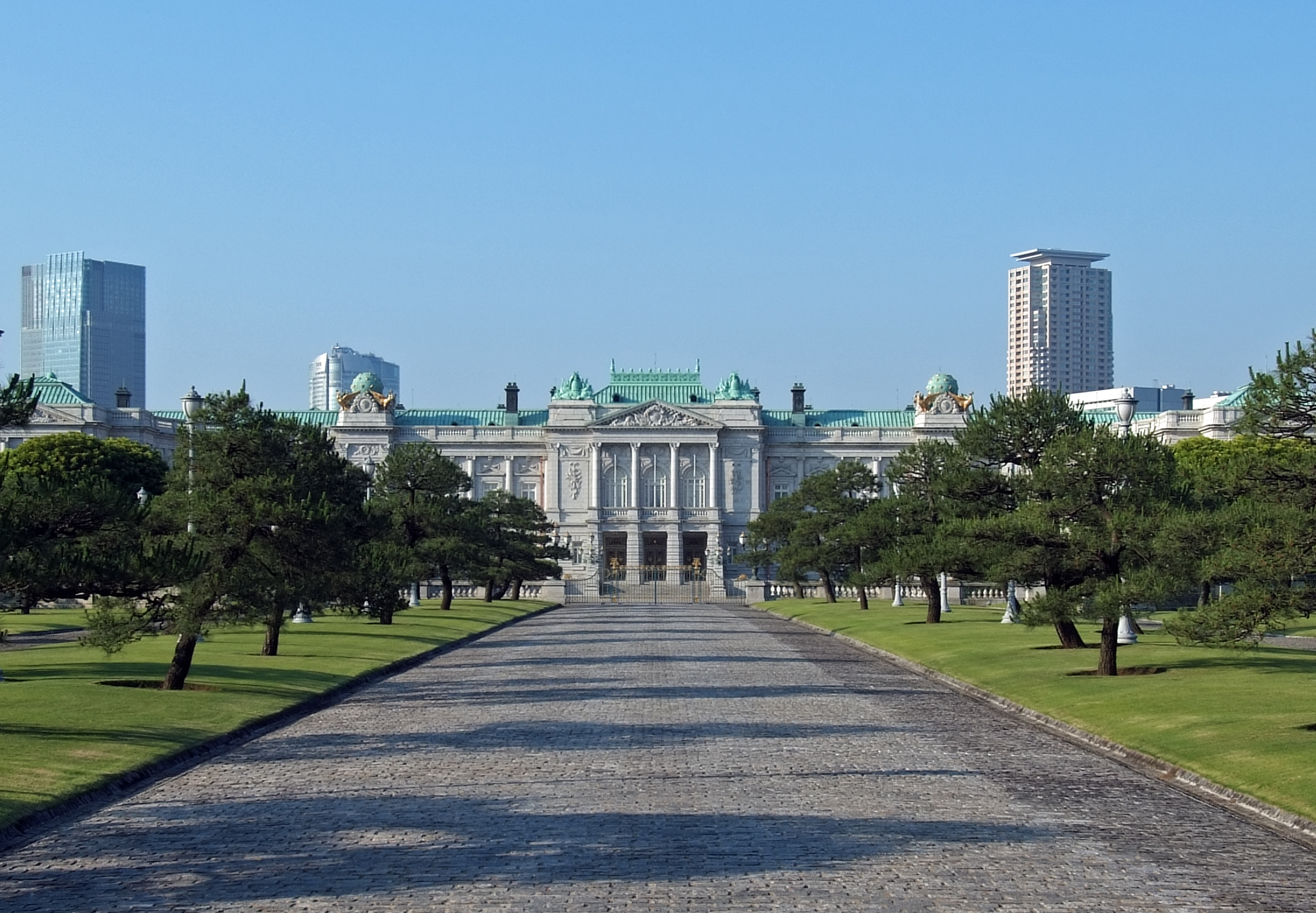
Pałac Akasaka Geihinkan
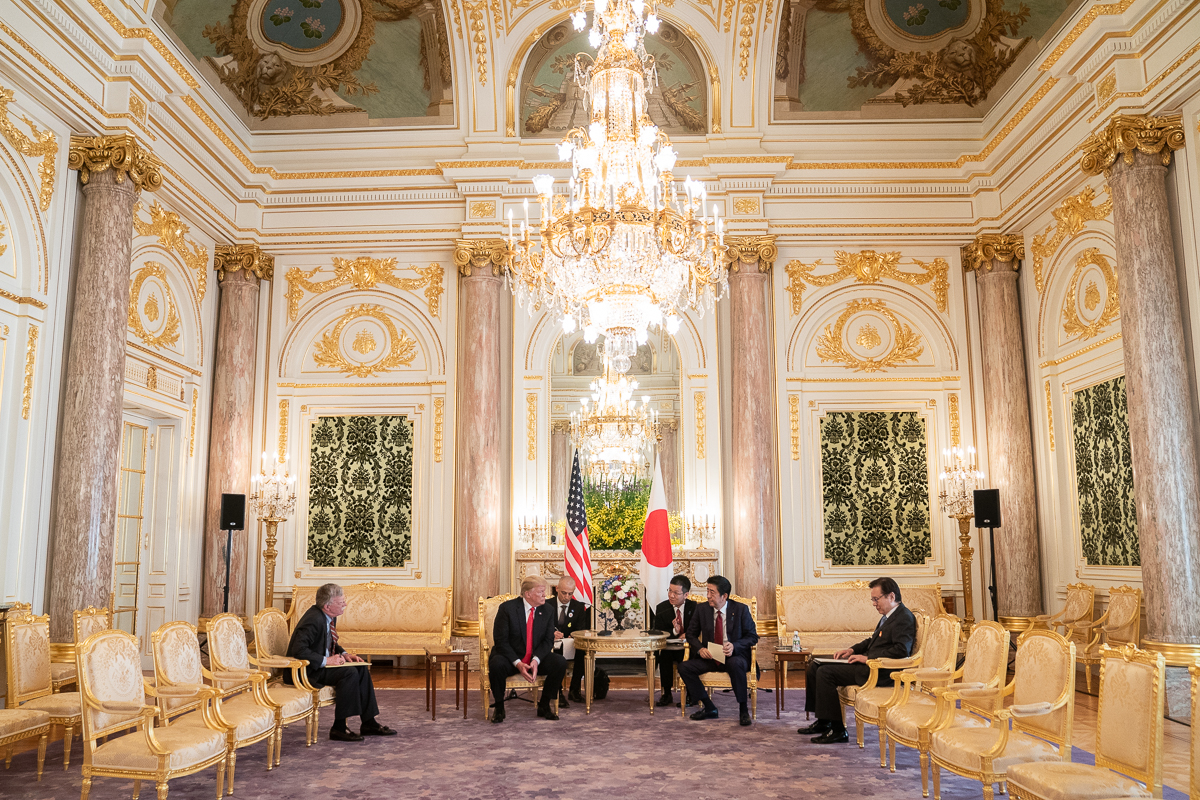
Wnętrze pałacu (rozmowy Abe-Trump)
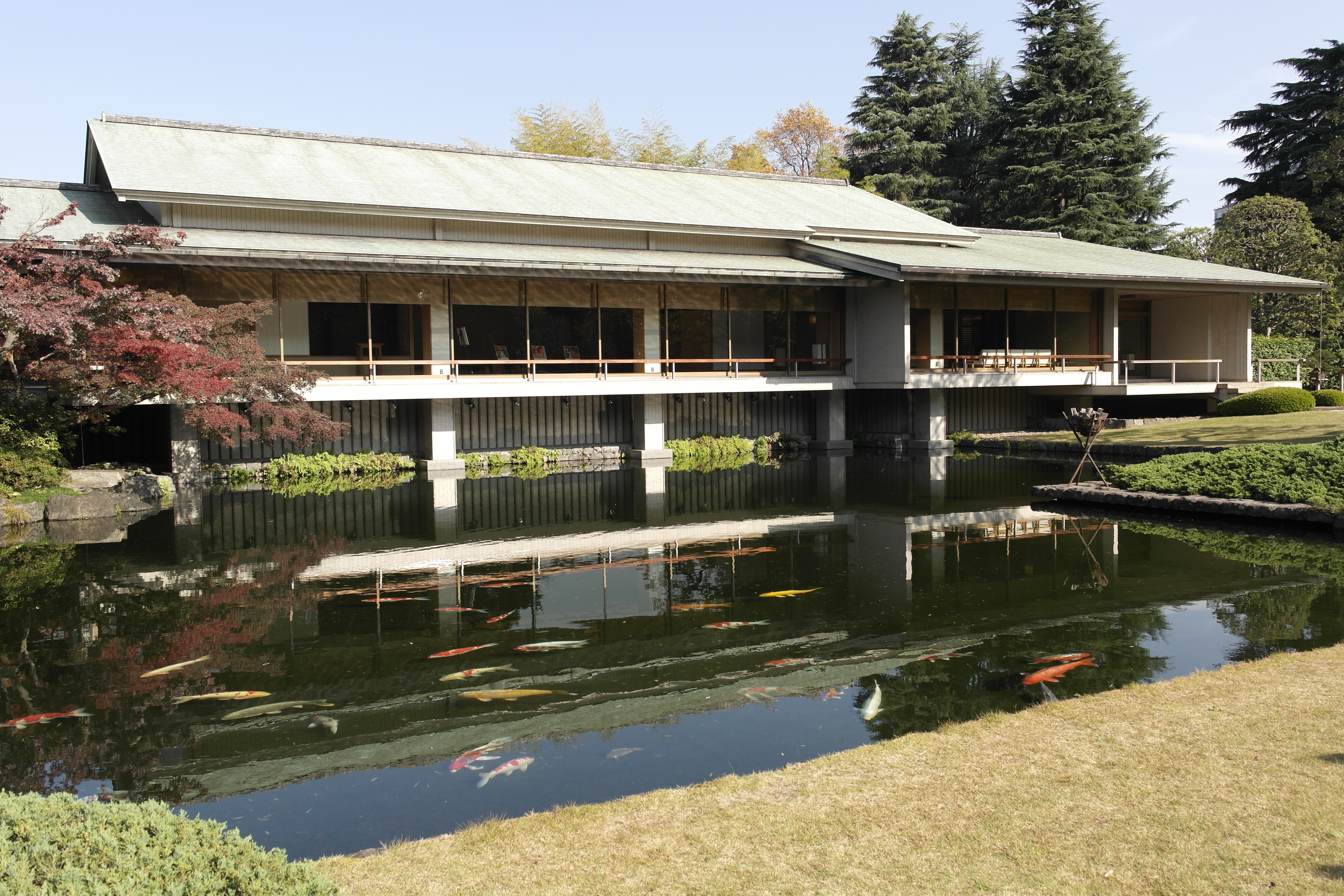
Yūshin-tei, aneks w stylu japońskim